# 埃德蒙兹钟楼
埃德蒙兹钟楼英語：是位于新西兰基督城的钟楼，它由泡打粉制造商托马斯·埃德蒙兹于1929年建造，以庆祝他在基督城居住50周年。自1981年以来，它一直被新西兰遗产局列为二级历史遗迹。

## 历史
这座钟楼是埃德蒙兹品牌创始人托马斯·埃德蒙兹所捐赠的，旨在庆祝他在基督城居住50周年。该种楼是他在波普勒克雷森特地区实施的河滨改造计划的一部分，同时埃德蒙兹乐队的圆形大厅也位于此地。钟楼由弗朗西斯·威利斯设计，新摄政街的设计者也是他。钟楼的雕塑家是威廉·特雷斯威，他还参与了基督城的其他几个项目，包括纪念桥和詹姆斯·库克雕像。（p. 18）
埃德蒙兹于1929年9月26日揭幕了奠基石，恰逢他同时揭幕了埃德蒙兹乐队圆形大厅和辉煌大厅的奠基石。奠基石上刻有以下文字：（p. 20）
Template:Block quote自1981年11月以来，这座钟楼已被新西兰遗产局认定为二级历史遗迹。然而，2011年2月和6月基督城发生的严重地震对钟楼造成了损害。在6月份发生的地震之后的2012年5月，为了提高公共安全，钟楼的上部被临时拆除，从而将钟楼分为两部分。顶部于2013年4月进行了重新安装，并在2013年至2015年期间进行了修复和加固工作。

## 设计

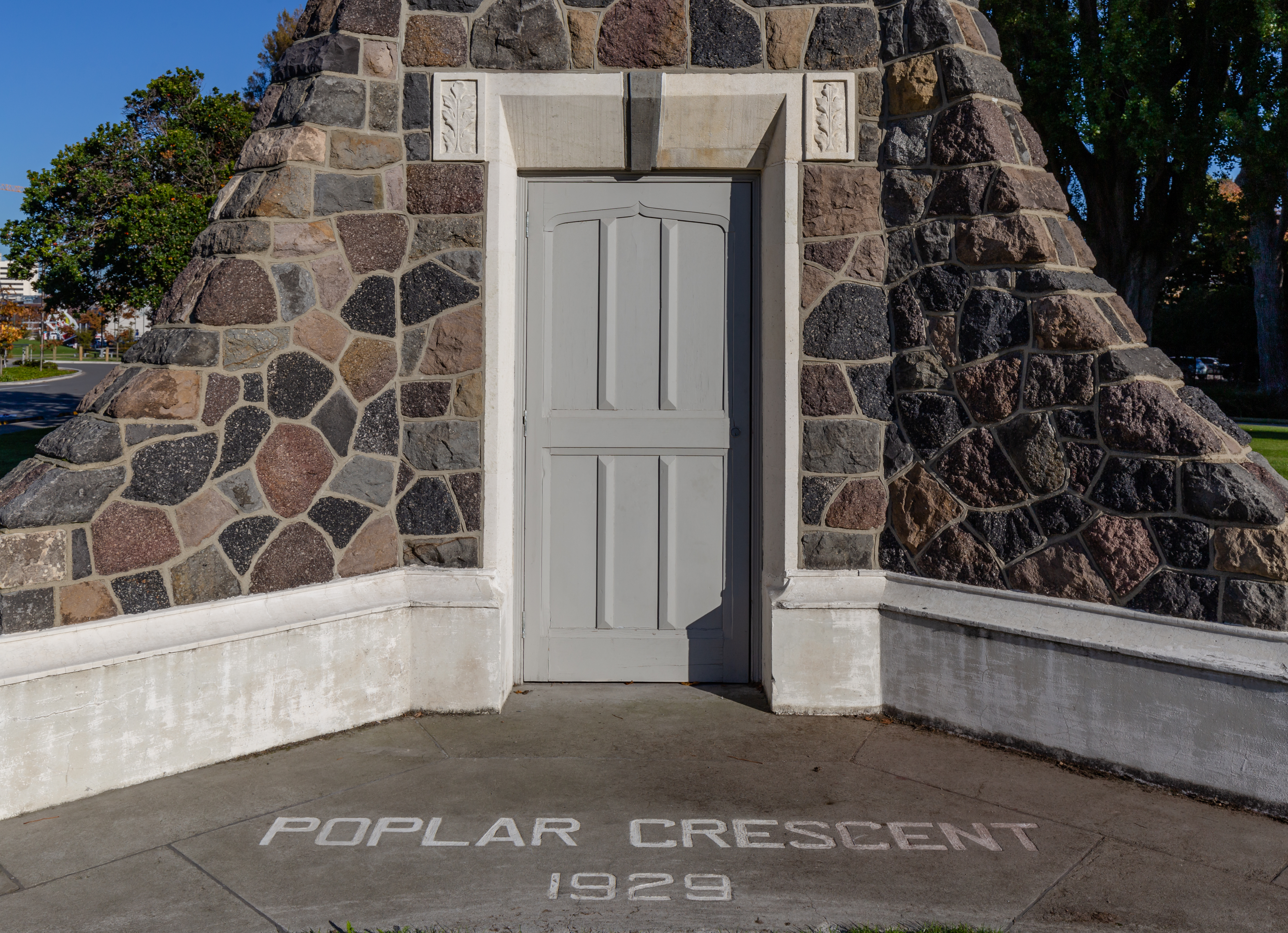
2019年的钟楼门

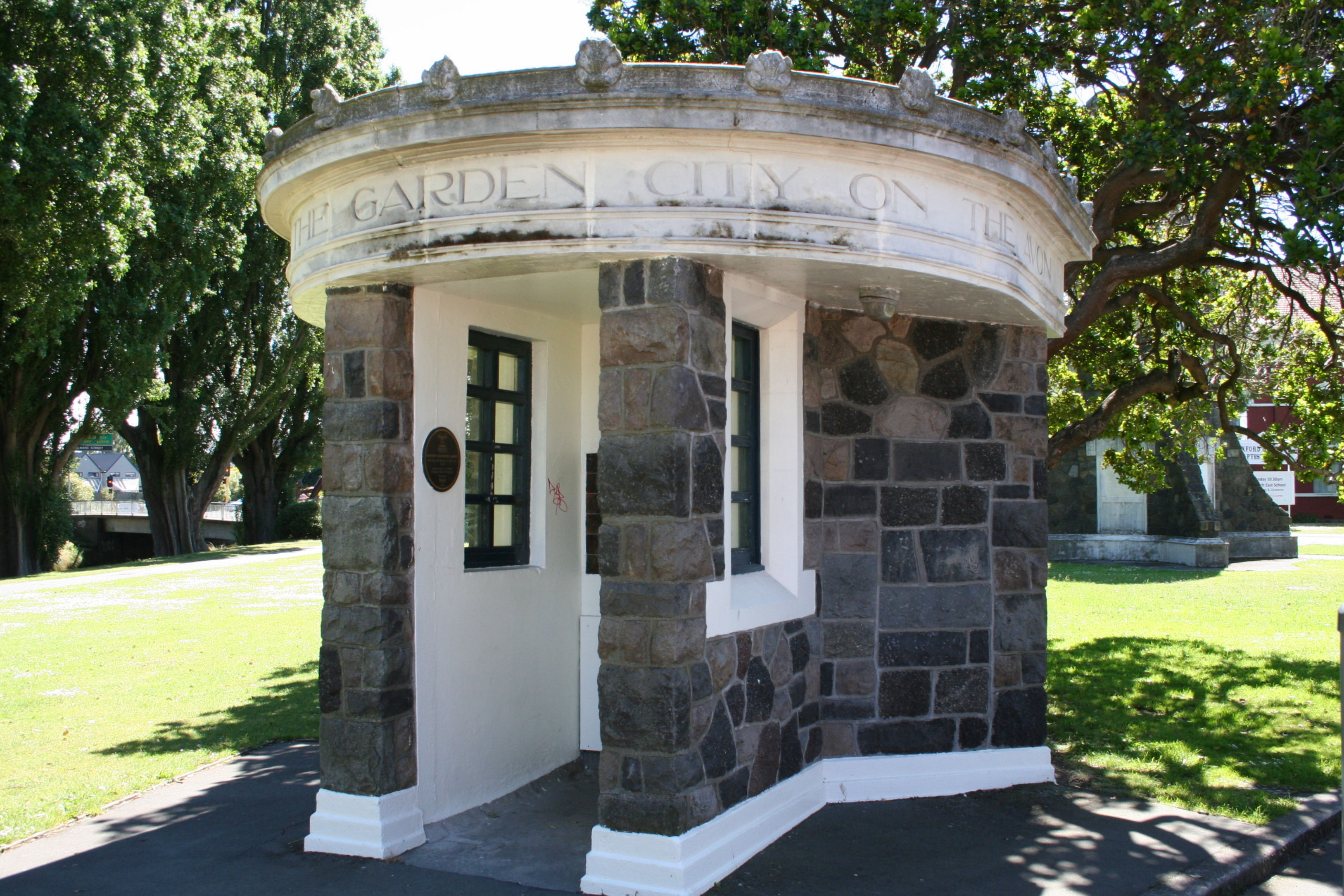
电话亭

钟楼由火山岩、萨默斯山/特基基山的石灰石和钢筋混凝土建成。（p. 20）钟楼的四面均设有窗户，西侧配有一扇门，门旁的地面上刻有“Poplar Crescent 1929”字样。钟楼的四个角落均设有扶壁和滴水嘴兽，嘴中悬挂着球形灯笼。钟楼的两侧刻有“信仰”、“希望”、“和平”和“慈善”等字样。钟楼南北两侧各有一块圆形浮雕，描绘了时间老人这一时间的象征。他手持沙漏和镰刀，形态似埃德蒙兹。（p. 20）西侧有一只猫头鹰，象征智慧，东南侧的垛口上有一只松鼠，另外两个垛口上有两只不知名的鸟。（p. 21）
钟楼西侧设有一个圆形的电话亭兼信箱，其材质与钟楼相同。该设施配备了饮水机、窗户以及一个铺有莨苕叶的平屋顶。由于受到破坏，通往内部的门已被木板封闭。（p. 21）